# Гейлі Макфарланд
Ге́йлі МакФа́рланд (англ. Hayley McFarland; 29 березня 1991, Едмонт (Оклахома)) — американська акторка, співачка і танцюристка.

## Життєпис
Народилася 29 березня 1991 в Едмонті, штат Оклахома, де й росла. З'явилася в кількох театральних постановках в ролі дитини: таких, як «Титанік», «Скрипаль на даху», і «Звуки музики». Багато років навчалася акторської майстерності в агентстві продюсера Мішеля Де Лонга (Actors Casting & Talent Services), де брала участь у таких шоу, як «Are You a Good Witch or a Bad Witch?».
Знялася в серіалах «Дівчата Гілмор», «Швидка допомога», «Криміналісти: мислити як злочинець» і у фільмах «Американський злочин», «Політ довжиною в життя».
З 2009 по 2011 рік грала 16-річну Емілі Лайтман, героїню американського телевізійного серіалу «Теорія брехні».
У 2013 році зіграла у двох сезонах серіалу «Сини анархії».

## Фільмографія
| Рік       |   | Українська назва                       | Оригінальна назва                 | Роль                     |
| --------- | - | -------------------------------------- | --------------------------------- | ------------------------ |
| 2006      | с | Дівчата Гілмор                         | Gilmore Girls                     | Марція                   |
| 2007      | ф | Американський злочин                   | An American Crime                 | Дженіфер «Джені» Лайкенс |
| 2007      | с | Швидка допомога (телесеріал)           | ER                                | Кендіс                   |
| 2008      | с | Мислити як злочинець                   | Criminal Minds                    | Кейті Овен               |
| 2008      | ф | Політ довжиною з життя                 | Winged Creatures                  | Лорі Карлайн             |
| 2008      | с | Живий за викликом                      | Pushing Daisies                   | Нікі Гіпс                |
| 2009      | с | 24 (телесеріал)                        | 24                                | Емілі Лайтман            |
| 2009      | с | Без сліду                              | Without a Trace                   | Еді Гілрой               |
| 2009      | с | Сполучені Штати Тари / Така різна Тара | United States of Tara             | Пітула                   |
| 2009      | с | Медіум (телесеріал)                    | Medium                            | Джеймі Портман           |
| 2009—2011 | с | Теорія брехні                          | Lie to Me                         | Емілі Лайтман            |
| 2011      | ф | Око шторму                             | Eye of the Storm                  | зомбі                    |
| 2011      | с | Закон і порядок: Спеціальний корпус    | Law & Order: Special Victims Unit | Джена Фокс               |
| 2012      | с | Божевільні (телесеріал)                | Mad Men                           | Бонні                    |
| 2013      | ф | Закляття (фільм)                       | The Conjuring                     | Ненсі Перон              |
| 2013—2014 | с | Сини анархії                           | Sons of Anarchy                   | Брук Патнер              |
| 2014      | с | Анатомія Грей                          | Grey's Anatomy                    | Роррі Вільямс            |
| 2016      | ф | Капелан                                | The Chaplain                      | Коул                     |
| 2021      | ф | Аґнес                                  | Agnes                             | Аґнес                    |